# شلومو زيماخ
شلومو زيماخ ((بالعبرية: שלמה צמח‏) ؛ 2 يونيو 1886 - 6 نوفمبر 1974) كاتب إسرائيلي ورائد صهيوني وزراعي في إسرائيل.
في عام 1965 نال جائزة إسرائيل في الأدب. 

## سيرة شخصية
ولد زيماخ في عام 1886 في بلونسك في بولندا (وكانت حينها جزءا من الإمبراطورية الروسية). وكان سليلًا للحاخام أفراهام غومبينير (المعروف باسم «ماغين أفراهام») وكذلك الحاخام تسفي هاينريش هاليفي حاخام بولنسك (المعروف باسم «نبات (زيماخ) أفراهام»، حيث أن اسم زيماخ يعني«نبات»).
كانت عائلته الأغنى في بلونسك. وكان صديق طفولة لدافيد بن غوريون. تلقى زيماخ تعليمًا يهوديًا تقليديًا في مدارس يهودية دينية من نوع شيدر وبيت مدراش. في عام 1900 وفي سن الرابعة عشرة، أسس بن غوريون وزيماخ جمعية شبابية صهيونية في بلونسك، تحت اسم جمعية عزرا، والتي كان أعضاؤها يتحدثون العبرية فقط.
في عام 1904 كان زيماخ أول صهيوني يهاجر من بلونسك إلى فلسطين العثمانية ومعه 300 روبل كان والده قد عهد إليه بأخذها إلى البنك. وعمل كعامل زراعي لمدة خمس سنوات. في عام 1905 كان من بين مؤسسي منظمة هابوعيل هاتزائير «العامل الشاب» الصهيونية. في عام 1906 عاد إلى بلونسك للتصالح مع عائلته، وفي أوائل سبتمبر سافر إلى فلسطين مع بن غوريون وراشيل نلكين ووالدتها شوشانا.
وأثناء وجوده في رحوفوت عام 1908 التقى بهيمدا بولانسكي وتزوجها سراً. كانت من عائلة ثرية. انتقلوا إلى القدس إلى شقة في القدس يملكها إخوتها. كانوا يقيمون صالونات أدبية وكان بن غوريون زائرًا منتظمًا. في ربيع عام 1911 عادوا إلى بلونسك وتطلقوا.
ثم درس زيماخ الزراعة والأدب والفلسفة في فرنسا. في عام 1914، تأهل كمهندس زراعي، وذهب لزيارة منزل والديه في بلونسك، وظل بها بسبب اندلاع الحرب العالمية الأولى. كان منخرطا في العمل الأدبي في وارسو وبعد ذلك في أوديسا. في عام 1921، عاد إلى فلسطين تحت الانتداب البريطاني. عمل كمدرس في مدرسة ميكفيه إسرائيل الزراعية، وفي عام 1933، أسس مدرسة كادوري الثانوية الزراعية وشغل منصب مديرها الأول.
كتب عددًا من الكتب والمقالات عن الزراعة. كما كان ناقدًا أدبيًا ومحررًا لمجلة «ما أزانيم» الأدبية.

## الجوائز
- في عام 1944، حصل زيماخ على جائزة بياليك للأدب بالاشتراك مع يهودا كارني.[5]
- في عام 1955، حصل على جائزة برينر للآداب بالاشتراك مع يشورون كيشيت.[6]
- في عام 1965 نال جائزة إسرائيل في الأدب.[2]

## الأعمال المنشورة
- إيليا مارغاريت (رواية) - وارسو: دار نشر المطبعة اليهودية، 1921.
- السنة الأولى - دار نشر عام عوفيد - 1952.
- قصص من حياة الأرض - دار نشر روبين ماس - 1939.
- مقال ونقد - دار نشر دفير - 1954.

## قراءات أخرى
- بفضل صديق من بلونسك - بقلم أريه (بودا) بودينهايمر، 2010. يروي قصة زيماخ، بما في ذلك علاقته ببن غوريون.[7]